# Торговая улица (Одесса)
Торго́вая улица — улица в историческом центре Одессы, от бульвара Жванецкого до пересечения с улицей Мечникова. В советское время улица носила имя Красной Гвардии.

## История
Впервые была показана на плане города, составленном инженером Е. Фёрстером в 1809 году, как Торговая улица. На плане города 1814 года показана усадебная застройка этой улицы. В течение следующих десятилетий улица застраивалась преимущественно жилыми домами. Впоследствии начало Торговой улице было объединено с Приморской улицей, которая была проложена в 1871 году по проекту инженера Н. Жюньена.
На этой улице в XIX веке находился магазин Канторовича, представлявший в Одессе Акционерное общество «Брокгауз и Ефрон» и «Книгоиздательство М. О. Вольфа». В четырёх специализированных магазинах продавали писче-бумажные принадлежности, чернила местной фабрики, особой формы перья «Коссодо», названные по имени предложившего их одесского профессора каллиграфии. На этой улице располагались несколько учебных заведений, включая Высшие женские курсы и Коммерческое училище Файга, где по воле отца учился Леонид Утёсов (и был отчислен).
В находившемся на улице галантерейном магазине купца Припускова мальчиком на побегушках начинал работать будущий крупный советский военачальник Родион Малиновский).
В 1917 году в доме № 4 (не сохранился) находился штаб Красной гвардии.

## Достопримечательности
Новый рынок

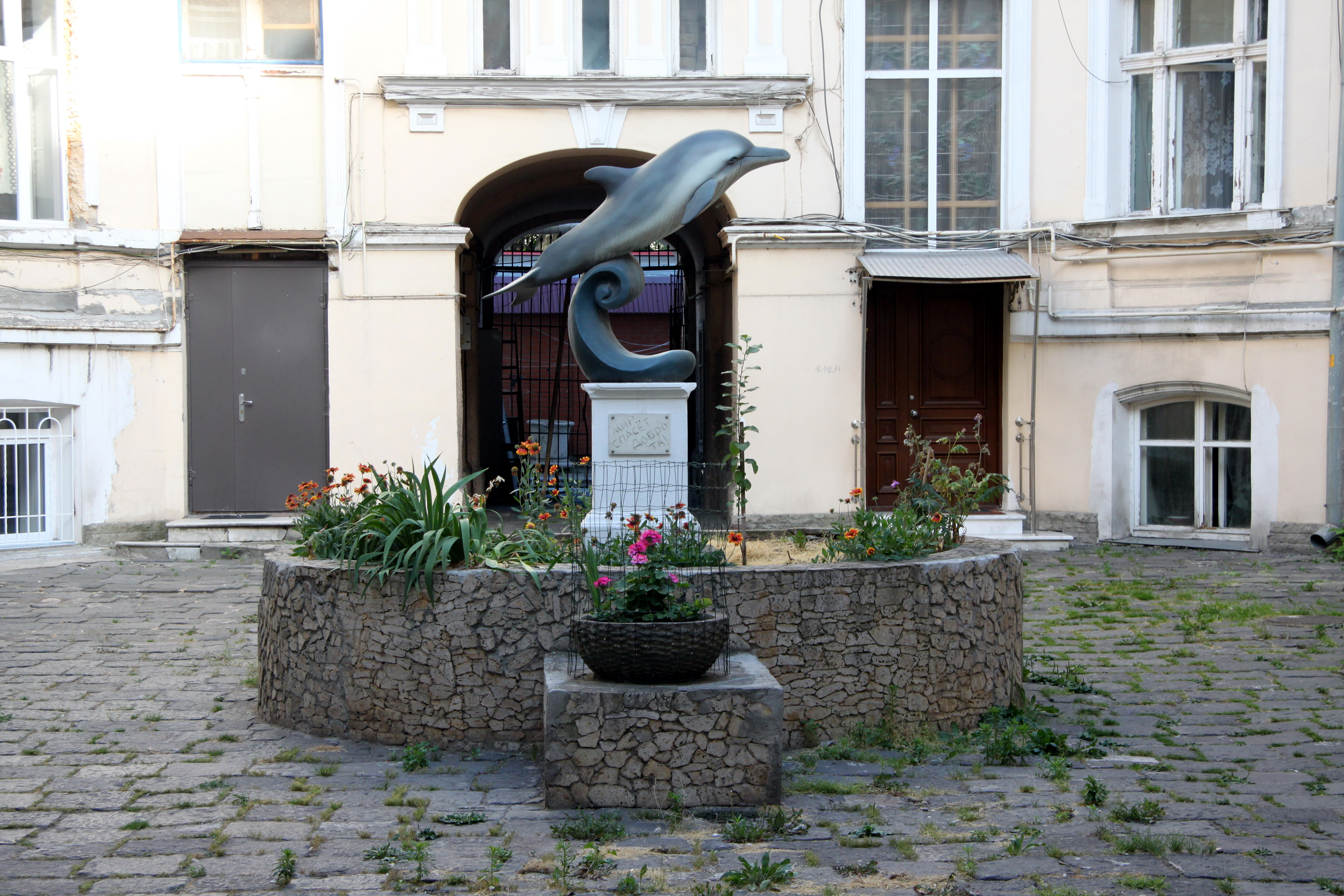
двор дома 3

Высшие женские курсы (архитектор Ф. Нестурх)
Памятник Александру Нудельману
Доходный дом А. П. Руссова